# وینتون موتور
وینتون موتور (انگلیسی: Winton Motor) شرکت خودروسازی آمریکایی بود، که در سال ۱۸۹۸ توسط الکساندر وینتون تأسیس شد و در سال ۱۹۶۲ منحل گردید.